# 5771 (année hébraïque)
5771 (hébreu : ה'תשע"א , abbr. : תשע"א) est une année hébraïque qui a commencé à la veille au soir du 9 septembre 2010 et s'est finie le 28 septembre 2011. Cette année a compté 385 jours. Ce fut une année embolismique dans le cycle métonique, avec deux mois de Adar - Adar I et Adar II. Ce fut la troisième année depuis la dernière année de chemitta.
En l'an 5771, l'État d'Israël a fêté ses 63 ans d'indépendance.

## Calendrier
Ce calendrier hébraïque de l'année 5771 donne les correspondances avec les dates du calendrier grégorien.
Le premier nombre dans chaque case correspond au jour du mois hébraïque. Les jours en couleurs sont des jours remarquables juifs ou israéliens.
| ◄◄ | 5771 | ►► |

## Événements
- Incendie du Carmel de 2010
- Révolte libyenne de 2011
- Tuerie d'Itamar

## Décès
- Joseph Shiloach
- Tullia Zevi
- Ze'ev Boim
- Baruch Samuel Blumberg
- Oussama ben Laden
- Michal Yehouda Lefkowitz

5766 - 5767 - 5768 - 5769 - 5770 - 5771 - 5772 - 5773 - 5774 - 5775 - 5776